# Nomenclatura de Flamsteed
La nomenclatura de Flamsteed és un sistema de designació d'estrelles introduït per l'astrònom John Flamsteed en una versió preliminar de la seva Historia coelestis Britannica i publicat per Edmond Halley i Isaac Newton el 1712 sense el permís de Flamsteed. Curiosament, en la versió final de la seva obra Flamsteed no inclogué cap mena de sistema de designació.
La nomenclatura consisteix en l'assignació d'un nombre seguit del genitiu del nom llatí de la constel·lació on es troba l'estrella. L'ordre de numeració és per ascensió recta creixent dins de cada constel·lació; per exemple, 51 Pegasi o 61 Cygni. Tot i així, a causa de la precessió dels equinoccis, actualment algunes estrelles no es troben en l'ordre correcte. A més, Flamsteed només catalogà estrelles visibles des del Regne Unit, de manera que bona part de les estrelles de l'hemisferi sud no tenen nombres de Flamsteed assignat.
Actualment la nomenclatura de Flamsteed s'utilitza per a les estrelles que no disposen d'una designació segons la nomenclatura de Bayer. Quan aquesta existeix els nombres de Flamsteed s'utilitzen molt rarament.